# 武林风云
《武林风云》（英語：A Taste of Cold Steel）是1970年上映的一部香港電影，由岳枫执导，张翼等人出演，该作主要讲述的是众多武林人士保护神剑的故事。该作是《盗剑》的续作。

## 劇情簡介
武义亲王为了得到宝剑，于是决定用假装举办比赛等方式来盗取宝剑。
而后，甘氏三女决定召集武林豪杰和一些其他的方式去保护宝剑不落入别有用心的人之手。

## 演员
- 洪金宝
- 张翼
- 舒佩佩
- 陈鸿烈
- 林嘉
- 王侠
- 田俊
- 李昆
- 谷峰
- 洪流
- 房勉
- 李允中
- 午马
- 徐二牛

## 相關連結
- 互联网电影数据库（IMDb）上《武林风云》的资料（英文）
- 豆瓣电影上《武林风云》的資料 （简体中文）
- 香港影庫上《武林风云》的資料（繁體中文）